# Râul Râiosu, Topolița
Râul Râiosu sau Râul Urecheni este un curs de apă, afluent al râului Topolița. 